# Ctenobelba apatomorpha
Ctenobelba apatomorpha är en kvalsterart som beskrevs av Iturrondobeitia, Saloña, Andrés och Arturo Caballero 1998. Ctenobelba apatomorpha ingår i släktet Ctenobelba och familjen Ctenobelbidae. Inga underarter finns listade i Catalogue of Life.